# Oniticellus planatus
Oniticellus planatus är en skalbaggsart som beskrevs av François Louis Nompar de Caumont de Laporte 1840. Oniticellus planatus ingår i släktet Oniticellus och familjen bladhorningar. Inga underarter finns listade i Catalogue of Life.